# Dieter Faßbender
Dieter Faßbender (* 18. April 1935 in Neuss) ist ein deutscher Numismatiker und Autor.

## Leben
Faßbender war von 1969 bis 1974 Mitarbeiter von Kurt Jaeger und hatte Kontakte zu zahlreichen Numismatikern. In Vorträgen und Publikationen ging er auf Gebiete der Numismatik ein. Er ist Autor mehrerer Münzkataloge sowie seit 1971 Bearbeiter des „Großen Deutschen Münzkatalogs von 1800 bis heute“ (von der 2. bis zur 36. Auflage).
1985 wurde ihm die goldene Ehrennadel der Gesellschaft für Internationale Geldgeschichte in Frankfurt/M. verliehen.

## Schriften
- Gedenkmünzen Deutschlands und Österreichs seit 1918 (= Kleine numismatische Bibliothek. 4, ZDB-ID 186098-7). Battenberg, München 1969.
- Spezialkatalog der Gedenkmünzen Deutschlands, Österreichs und der Schweiz seit 1918 mit Bewertungstrend nach Erhaltungsgraden. Battenberg, München 1973, ISBN 3-87045-067-3.
- Münzen. Was ein Sammler wissen muß (= Fischer-Taschenbücher. 3008). Fischer Taschenbuch Verlag, Frankfurt am Main 1978, ISBN 3-596-23008-X.
- Münzen im Eifeler Raum – von der Antike bis heute. In: Jahrbuch für den Kreis Euskirchen. 1980, ISSN 1863-592X, S. 3–15.
- Lexikon für Münzsammler. Über 1800 Begriffe von Aachener Mark bis Zwittermünze (= Rororo. rororo Handbuch. 6292). Rowohlt-Taschenbuch-Verlag, Reinbek bei Hamburg 1983, ISBN 3-499-16292-X.
- Lexikon für Münzsammler. Battenberg-Verlag, Augsburg 1991, ISBN 3-89441-016-7.
- Gedenkmünzenkatalog. Deutschland, Österreich, Schweiz. Battenberg, Augsburg 1993, ISBN 3-89441-135-X.
- Münzen sammeln – Alle wichtigen Sammelgebiete, Münzen bestimmen, Tipps für Einsteiger und Profis, Battenberg, Augsburg 1994, ISBN 3-89441-180-5.
- Münzen sammeln – Alles, was der Sammler wissen muss, Battenberg, Augsburg 2002, ISBN 3-89441-526-6.
- Bonner Münzprägungen vom 6. bis 18. Jahrhundert. Manuskriptdruck. Fassbender, Niederkassel 2008, (2., verbesserte Auflage. 2016).